# لریجان
پیج اینستاگرام روستایی در دهستان باقرآباد بخش مرکزی شهرستان محلات استان مرکزی ایران است.
زبان و گویش مردمان آن فارسی محلی و شغل و درآمد آنها اغلب کشاورزی، دامداری و تولید شیر خام و محصولات کشاورزی گندم و جو، پیاز، علوفه، عسل و ... می باشد.
البته لازم به ذکر است که با توجه به خشکسالی چندین ساله رود لعل‌بار بخش کشاورزی روستا تا ۹۰ درصد نابود شده و فی‌الواقع مشاغل فعلی مردم این روستا به معادن سنگ و کارخانجات و حمل و نقل سنگین و دیگر مشاغل آزاد تبدیل گردیده است.
بعد تاریخی روستا

روستای لریجان محل قرارگیری یکی از بزرگترین ارگ های خشتی گلی ایران(بیش از ۱۴.۰۰۰متر مربع مساحت)میباشد که متاسفانه به دلایل عدیده در گمنامی کامل به سر میبرد و هرساله بخشی از آن توسط عوامل طبیعی یا انسانی تخریب شده و این میراث زیبا که حقیقتا شناسنامه روستاست به علت عدم توجه مسئولین هرروز چندقدم به تخریب کامل خود نزدیک میشود.

## جمعیت
بر پایه سرشماری عمومی نفوس و مسکن در سال ۱۳۹۵ جمعیت این روستا ۵۰۸ نفر (۱۷۰خانوار) بوده‌است.